# 朱莉娅·米涅米
朱莉娅·米涅米（義大利語：Giulia Mignemi，1999年11月5日—），意大利女子赛艇运动员。她曾代表意大利参加奥地利奥滕斯海姆举行的2019年世界赛艇锦标赛，获得女子轻量级四人双桨金牌。